# لیبورن
شهر لیبورن (به فرانسوی: Libourne) در شهرستان ژیروند در ناحیه ناحیه آکیتن با جمعیت ۲۳٬۲۹۶ نفر در کشور فرانسه واقع شده است.